# دورة الألعاب للأندية العربية للسيدات 2022
دورة الألعاب للأندية العربية للسيدات 2022 هي النسخة السادسة من دورة الألعاب للأندية العربية للسيدات، والتي كان من المقرر أن تستضيفها إمارة الشارقة بالإمارات العربية المتحدة في الفترة من 2 فبراير 2022 وحتى 12 فبراير 2022.

## التاريخ
كان من المقرر لفعاليات النسخة السادسة من دورة الألعاب للأندية العربية للسيدات أن تقام خلال الفترة من 2 فبراير 2022 وحتى 12 فبراير 2022، ولكن بسبب تداعيات جائحة كورونا قررت مؤسسة الشارقة لرياضة المرأة المنظمة للبطولة تأجيل إقامتها إلى 2 فبراير (شباط) 2023. وفي أبريل 2022 قرر المكتب التنفيذي لاتحاد اللجان الأولمبية الوطنية العربية خلال اجتماعه السابع والثلاثين تعديل موعد إقامة النسخة السادسة لدورة الألعاب للأندية العربية للسيدات مرة أخرى وتأجيلها إلى عام 2024، وبموجب هذا القرار فقد تقرر إلغاء هذه النُسخة من البطولة وإقامة دورة الألعاب للأندية العربية للسيدات 2024 مباشرةً بدلًا منها في نفس الموعد المُحدّد لها.